# Israel en los Juegos Paralímpicos de Toronto 1976
Israel estuvo representado en los Juegos Paralímpicos de Toronto 1976 por un total de 59 deportistas, 50 hombres y nueve mujeres.

## Medallistas
El equipo paralímpico israelí obtuvo las siguientes medallas:
| Nombre | Deporte                       | Evento                                    |
| --- | ----------------------------- | ----------------------------------------- |
| Oro |                               |                                           |
| Zipora Rubin-Rosenbaum                                                                                                   | Atletismo                     | Jabalina 5 femenino                       |
| Zipora Rubin-Rosenbaum                                                                                                   | Atletismo                     | Peso 5 femenino                           |
| Zipora Rubin-Rosenbaum                                                                                                   | Atletismo                     | Pentatlón 5 femenino                      |
| Ora Goldstein | Atletismo                     | Disco 4 femenino                          |
| Ora Goldstein | Atletismo                     | Peso 4 femenino                           |
| Chaim Fliter | Atletismo                     | Disco 5 masculino                         |
| Chaim Fliter | Atletismo                     | Jabalina 5 masculino                      |
| Avraham Levi | Atletismo                     | Jabalina J masculino                      |
| Avraham Levi | Atletismo                     | Jabalina de precisión J masculino         |
| Aharon Danziger | Atletismo                     | 100 m C masculino                         |
| Daniel Gil Adi | Atletismo                     | 100 m E masculino                         |
| Isashar Navon | Atletismo                     | Disco D masculino                         |
| Nitzan Atzmon | Atletismo                     | Salto de altura F masculino               |
| Roni Fradkin | Atletismo                     | Salto de longitud C masculino             |
| Zvi Hoffman | Atletismo                     | Pentatlón C masculino                     |
| Equipo | Baloncesto en silla de ruedas | Torneo femenino                           |
| Ayala Malchan Margalit Peretz Chemda Shevach                                                                             | Esgrima en silla de ruedas    | Florete por equipos novel femenino        |
| Shmuel Haimovitz | Halterofilia                  | Peso supergallo masculino                 |
| Abraham Strauch | Halterofilia                  | Peso mediopesado masculino                |
| Ariela Cohen | Natación                      | 25 m braza 1C femenino                    |
| Ariela Cohen | Natación                      | 25 m espalda 1C femenino                  |
| Ariela Cohen | Natación                      | 25 m libre 1C femenino                    |
| Bella Weinstock | Natación                      | 25 m espalda 2 femenino                   |
| Joseph Wanger | Natación                      | 25 m braza 2 masculino                    |
| Joseph Wanger | Natación                      | 25 m espalda 2 masculino                  |
| Joseph Wanger | Natación                      | 25 m libre 2 masculino                    |
| Joseph Wanger | Natación                      | 75 m estilos 2 masculino                  |
| Uri Bergman | Natación                      | 100 m braza 6 masculino                   |
| Uri Bergman | Natación                      | 100 m libre 6 masculino                   |
| Uri Bergman | Natación                      | 100 m mariposa 6 masculino                |
| Uri Bergman | Natación                      | 150 m estilos 6 masculino                 |
| Daniel Gil Adi | Natación                      | 50 m braza E masculino                    |
| Daniel Gil Adi | Natación                      | 50 m libre E masculino                    |
| Moshe Levy | Natación                      | 50 m espalda 3 masculino                  |
| Moshe Levy Shlomo Pinto Joseph Wanger                                                                                    | Natación                      | 3 × 50 m estilos 2-4 masculino            |
| Oded Balaban Uri Bergman Moshe Levy Joseph Wanger                                                                        | Natación                      | 4 × 50 m libre 2-6 masculino              |
| Uri Bergman Moshe Cohen Moshe Levy Arieh Rubin                                                                           | Natación                      | 4 × 100 m estilos clase abierta masculino |
| Michal Escapa | Tenis de mesa                 | Individual 1C femenino                    |
| Baruch Hagai | Tenis de mesa                 | Individual 4-5 masculino                  |
| Nitzan Atzmon Moshe Barbalat Aharon Danziger Roni Fradkin Daniel Gil Adi Eliezer Kalina Gad Lanzer Igal Pazi Hagai Zamir | Voleibol de pie               | Torneo masculino                          |
| Plata |                               |                                           |
| Zipora Rubin-Rosenbaum                                                                                                   | Atletismo                     | Disco 5 femenino                          |
| Ora Goldstein | Atletismo                     | Pentatlón 4 femenino                      |
| Roni Fradkin | Atletismo                     | Salto de altura C masculino               |
| Nitzan Atzmon | Atletismo                     | Salto de longitud F masculino             |
| Reuven Perach | Atletismo                     | Pentatlón A masculino                     |
| Equipo | Baloncesto en silla de ruedas | Torneo masculino                          |
| Rachel Tassa | Esgrima en silla de ruedas    | Florete individual 4-5 femenino           |
| Ora Goldstein | Natación                      | 50 m braza 4 femenino                     |
| Moshe Levy | Natación                      | 25 m mariposa 3 masculino                 |
| Amran Cohen | Natación                      | 50 m libre F masculino                    |
| Moshe Cohen | Natación                      | 50 m mariposa 5 masculino                 |
| Shlomo Pinto | Natación                      | 50 m libre 4 masculino                    |
| Nissim Filosof | Tiro                          | Rifle amputación mixto                    |
| Bronce |                               |                                           |
| Amran Cohen | Atletismo                     | 100 m F masculino                         |
| Amran Cohen | Atletismo                     | Pentatlón F masculino                     |
| Moshe Barbalat | Atletismo                     | Disco C1 masculino                        |
| Moshe Barbalat | Atletismo                     | Peso C1 masculino                         |
| Izechak Galitzki | Atletismo                     | Disco 3 masculino                         |
| Chaim Fliter | Atletismo                     | Peso 5 masculino                          |
| Isashar Navon | Atletismo                     | Peso D masculino                          |
| Bella Weinstock | Natación                      | 25 m libre 2 femenino                     |
| Rachel Tassa | Natación                      | 50 m mariposa 5 femenino                  |
| Joseph Wanger | Natación                      | 25 m mariposa 2 masculino                 |
| Shlomo Pinto | Natación                      | 25 m mariposa 4 masculino                 |
| Moshe Levy | Natación                      | 75 m estilos 3 masculino                  |
| Shlomo Kuba | Natación                      | 150 m estilos F masculino                 |
| Ayala Malchan | Esgrima en silla de ruedas    | Florete individual 2-3 femenino           |
| Joseph Sharav | Tiro                          | Rifle 1A-1C mixto                         |
| Yigal Tam | Tiro                          | Rifle 2-5 mixto                           |